# Alfombra de Semana Santa

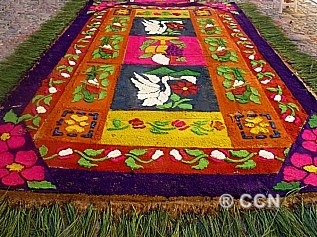
Alfombra Guatemalteca

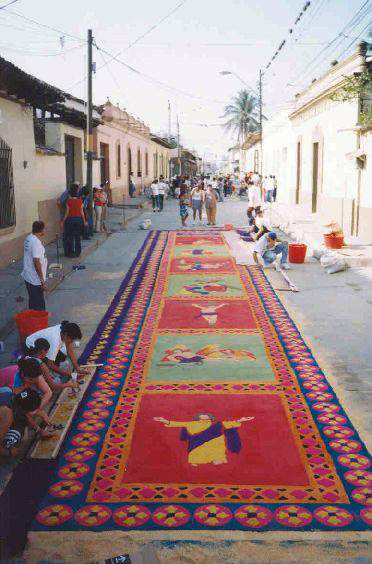
Preparación de una alfombra en Comayagua Honduras

Las alfombras de aserrín es una tradición de muchos países, que se ha expandido durante generaciones  en los últimos años , se celebra durante la semana santa que consiste en elaborar Alfombras representando figuras folclóricas y religiosas. Estas alfombras están elaboradas con aserrín, hojas de palma y otros materiales orgánicos.Pues son colores artificiales que sacan del "COROZO" de manera que se utiliza para adornar las calles con hermosos colores para la semana Santa.Pues la semana Santa es algo que se celebra cada año  en las fechas:14,15 y 16.

## Origen
Esta tradición no solamente se realiza en Guatemala y El Salvador , si no que también ha llegado a estar presente en otras partes de centro América. Se cree que se originó por la entrada triunfada de Jesús en Jerusalén la gente lo recibió aquel Domingo de Ramos. Esta costumbre de la elaboración de alfombras fue traída del Viejo Mundo por los conquistadores. Esta costumbre era muy popular en España para el siglo XIV.

## Elaboración
Las alfombras pueden ser elaboradas de flores, aserrín o ambas. Para empezar su elaboración se escoge el diseño y se ponen reglas de madera que hacen el marco. Después de humedecer el suelo, se le pone el suficiente aserrín para poder nivelar la superficie. Luego, se le agrega el aserrín del color que se desee para que funcione de fondo. Según esta costumbre se empieza a elaborar desde el centro hacia las orillas. Y por último para darle un aspecto natural, se le agrega pino y corozo.  